# آصفه شاداب
آصفه شاداب (زاده ۱۳۴۴ ولسوالی میمنه ولایت فاریاب) سیاستمدار افغانستان و نماینده مردم ولایت فاریاب در دوره‌های پانزدهم و شانزدهم مجلس نمایندگان است. وی در مجلس شانزدهم نمایندگان افغانستان عضو کمیسیون تفتیش مرکزی و نظارت بر اجرای قانون می‌باشد.

## زندگی‌نامه
آصفه شاداب زاده ۱۳۴۴ از ولسوالی میمنه ولایت فاریاب می‌باشد. ایشان تحصیلات عالیه خود را از انستیتیوت پیداگوژی در ولایت فاریاب در رشته بیولوژی عمومی در مقطع لیسانس به پایان رسانید؛ و پس از آن در بخش معارف مشغول به فعالیت بوده‌است.

## دیگر فعالیت‌ها
دیگر فعالیت‌های ایشان:
- استاد لیسه و مؤسسه تحصیلا عالی فاریاب.
- ماستر ترینر تعلیم و تربیه در معارف فاریاب.
- عضو دانشسرای تدوین قانون اساسی.
- فعالیت در انجمن‌های فرهنگی و اتحادیه نویسندگان و شعرای فاریاب.
- عضو لویه جرگه قانون اساسی.
- نماینده مردم فاریاب در دوره پانزدهم پارلمان افغانستان.